# Saskia van Hintum
Johanna Antoinette Petronella „Saskia“ van Hintum (* 24. April 1970 in Vught, Nordbrabant) ist eine ehemalige niederländische Volleyballspielerin und heutige Trainerin.

## Karriere als Spielerin
Van Hintum begann mit ihrer Volleyballkarriere beim heimischen VVC Vught, zu dem sie auch in späteren Jahren zwischendurch zurückkehrte. Von 1991 bis 1993 und 1996/97 spielte sie in die deutsche Bundesliga beim CJD Berlin, mit dem sie Deutscher Meister und zweimal Deutscher Pokalsieger wurde. Außerdem gewann sie 1993 den Europapokal der Pokalsieger. Mit der niederländischen Nationalmannschaft nahm sie 1996 an Olympischen Spielen in Atlanta teil, bei denen sie auf Platz fünf landete. 1997 wechselte van Hintum nach Italien, wo sie bei Cavagrande Messina in der Serie A2 spielte. Ein Jahr später ging die Zuspielerin in die Serie A1 zu Medinex Reggio Calabria., mit dem sie 2000 den italienischen Pokal gewann. Von 2000 bis 2002 spielte van Hintum in Belgien bei Fortis Herentals.

## Karriere als Trainerin
Seit 2003 war van Hintum in ihrem Heimatland Trainerin, sowohl in der Halle als auch beim Beachvolleyball. Sie war zunächst für die niederländische Juniorinnen-Nationalmannschaft verantwortlich und auch bei AMVJ Rijnmond und Sliedrecht Sport tätig. 2006 machte sie ihre erste Bekanntschaft mit dem Beachvolleyball und arbeitete von 2009 bis 2012 im niederländischen Beachvolleyball-Nationalteam. Bei den Olympischen Spielen 2012 in London war sie Trainerin der niederländischen Frauenduos Keizer / Van Iersel und Van Gestel / Meppelink. Anschließend trainierte van Hintum wieder die niederländische Hallenvolleyball-Jugend im Talentzentrum Papendal. Beim Europäischen Olympischen Sommer-Jugendfestival 2013 in Utrecht sprach sie den Trainereid. 2015 und 2016 war sie zusätzlich Co-Trainerin der niederländischen Frauen-Nationalmannschaft unter Giovanni Guidetti. Seit 2016 trainierte van Hintum den deutschen Bundesligisten Ladies in Black Aachen. Mit dem Verein erreichte sie in der Saison 2016/17 jeweils das Viertelfinale in den Bundesliga-Playoffs und im DVV-Pokal 2016/17. Ein Jahr später wurde sie mit Aachen Dritte in der deutschen Meisterschaft. 2018 war sie auch als Co-Trainerin der deutschen Nationalmannschaft tätig und nahm in dieser Funktion an der Weltmeisterschaft in Japan teil. In der Saison 2018/19 erreichte sie mit Aachen im DVV-Pokal 2018/19 und in den Bundesliga-Playoffs jeweils das Halbfinale. Außerdem war sie im Challenge Cup aktiv. Im März 2020 beendete van Hintum ihr Engagement in Aachen. Von Ende 2019 bis Ende 2021 war sie Trainerin des Schweizer Frauen-Nationalteams. Ab März 2023 trainiert van Hintum die deutschen Beachvolleyballteams Grüne/Schulz (Perspektivkader) und Henning/Winter (Nationalkader) am Bundesstützpunkt in Hamburg. Ab der Saison 2024/25 trainiert van Hintum als Cheftrainerin die zweite Mannschaft des Triple-Siegers Allianz MTV Stuttgart, Sparda BSP Stuttgart, in der 2. Bundesliga Süd.